# 三ツ者
三ツ者（みつもの）は、日本の戦国時代の大名・武田信玄が組織したとされる隠密（いわゆる忍者）の集団。ただし、戦国期の確実な史料や記録で「三ツ者」という呼称や存在は確認できない。江戸時代初期に成立した『万川集海』『甲陽軍鑑』に、武田信玄が「軍事の要」に間見・見分・目付の「三者」を用いたという記述があることから広まったものと考えられる。
戦国期には合戦の際に「かまり」などと称される要員が展開して往来の妨害などを行うことは一般的であり、武田家もこうした要員を運用していたことは戦国期の確実な史料においても確認できる。本項では虚実を含め、「甲州透破」「甲州忍者」などとも呼ばれる、武田家が用いたとされる隠密集団について述べる。

## 『万川集海』『甲陽軍鑑』の記述
『万川集海』巻第一「忍術問答」によれば、武田信玄が強敵と戦っても不覚をとらなかったのは、「軍事の要」に「三者」を用いたからであるという。武田信玄は、忠誠心が厚く、武勇に優れ、謀略に巧みな30人を選抜して召し抱えて「間見」「見分」「目付」の3つのグループに分けたが、この3つのグループを合わせて「三者」と呼んだ。ただし、「三者」を「みつもの」という読む確実な根拠はない。信玄は、戦いの始まる前から「三者」を放ち、敵方を調略することの重要性を説いたという。
同様の記述が『甲陽軍鑑』にもある。「透波」の任務に「間見」「見分」「目付」があり、「間見」は遠方より敵を観察すること、「見分」は敵に接近して観察すること、「目付」は敵の中に紛れ込み会話を聞き取って情報を得ることという。『甲陽軍鑑』によれば、信玄は「透波」を召し抱え、重臣たちに同心として派遣していた。透波の運用は重臣に任せていたが、情報を武田信玄の元に伝達するルートが整備されていたという。透波たちは、夜間の陣所警備、夜襲時の放火、索敵、要人暗殺など、さまざまな任務を担った。

## 同時代史料に見られる武田家の「忍び」

### 城の乗っ取り・放火
天文22年（1553年）の第一次川中島合戦に際し、武田方は長尾方が占拠していた麻績城・荒砥城に「忍」を使って放火し、夜襲をかけた。この中には室賀氏の者も加わっていた。こうした戦術は各勢力が用いており、武田家では長尾方の忍とそれに通謀した城内の者が小屋に放火したのを発見・捕縛した家臣・大須賀久兵衛に対する感状も出されている。

### 情報収集
天正8年（1580年）2月、真田昌幸は上野沼田城の攻略を目指していたが、沼田にある寺の僧侶がこれに協力し、自らが抱える「目付」を派遣しており、昌幸から賞されている。天正13年（1583年）11月、信濃小諸城から撤退した徳川軍の動きをいぶかしんだ真田昌幸は、「目付」を遠く甲斐国まで派遣し、状況の把握に努めている。

### 伏兵・攪乱
天正3年（1575年）、長篠の戦いでの敗戦後に武田勝頼は伊那・木曽の防衛策を定める中で、庶民に軍役として「かまり」の任務を行うことを課している（『甲陽軍鑑』にある「地下かまり」）。彼らは、のろしの合図に応じて、路次を封鎖するなどの攪乱を行った。

### 交通妨害
天正10年（1582年）2月、徳川家の軍勢が武田領に侵攻した際、駿河江尻城代・穴山梅雪は重臣の穂坂常陸介に、駿府の徳川家康に書状を送るよう指示した。穂坂から命じられて実際にこの任務にあたったのは、駿河国富士郡の土豪・佐野弥左衛門であったが、交通路は武田方の久能城などから派遣された「かまり」によって封鎖されており、佐野は徳川方の陣所にたどり着くのに大いに難渋したという。平山優は、各城に「かまり」の任務を担う人々が常駐し、戦時には道路の封鎖や、使者や敵の「かまり」の往来阻止を図っていたことが確認できるとしている。

## 頭首
- 富田郷左衛門
- 出浦盛清
- 秋山十郎兵衛
- 西山十右衛門

## その他
武田家には他にも辺境武士集団などの情報収集の為の組織があった。

### 歩き巫女
信濃国の望月千代女に統括され、諸国の情報を集めた「歩き巫女」と呼ばれる集団がいたとされる。ただし、望月千代女は架空の人物と考えられ、真田家や武田家の物語と絡めながら、江戸時代から近代にかけて造形されていったものとみられる。

### 横目衆
甲斐では、親衛隊及び国境守備担当の原胤従以下、横目衆が領内で起こったことを見聞きして報告した。(後の徳川家甲州九口之道筋奉行)

### 渡辺囚獄佑
富士御師で九一色衆の渡辺囚獄佑の天正壬午の乱での行動は後世の透波の活躍イメージに近い。